# Kennetcook River
Kennetcook River är ett vattendrag i Kanada.   Det ligger i provinsen Nova Scotia, i den sydöstra delen av landet, 900 km öster om huvudstaden Ottawa.
I omgivningarna runt Kennetcook River växer i huvudsak blandskog. Runt Kennetcook River är det glesbefolkat, med 11 invånare per kvadratkilometer.